# Железнодорожный посёлок
Железнодорожные посёлки — существовавший в Советском Союзе тип населённых пунктов.
Для обозначения таких населённых пунктов применялись сокращения «ж. д. пос.», «ЖДП».
Располагались при железнодорожных станциях или неподалёку от них, были заселены в основном сотрудниками железной дороги, обслуживающими её, их семьями. Подразделялись на малые (с населением менее 3000 жителей), средние (3000 — 5000 жителей) и большие — (более 5000). Некоторые населённые пункты такого типа со временем становились некрупными городами. Часто в железнодорожных посёлках образовалась собственная территориальная система.
На относительно больших узлах железной дороги применялись различные системы поселения жителей: централизованная, раздельная и обособленная. Возможно было строительство недалеко от города или в качестве его части. Расстояние между посёлками обычно составляло не больше 60 км, в зависимости от климатических условий могло достигать 100 км. При расчёте расстояния учитывались интенсивность, с которой поезда ходили по линии, различные местные факторы. Место для построения посёлка подбиралось с учётом доступности мест работы жителей (недалеко от станций, грузовых терминалов, депо). Также бралась в учёт структура почв территории.
Для посёлков создавались генеральные планы, рассчитывавшие развитие посёлка. Территория разбивалась на специально выделенные зоны определённого назначения: жилые здания и общественные постройки, насаждения растительности, предприятия по производству, гаражи и склады, транспортная инфраструктура. Жилые дома отделяли от путей достигавшей в ширину 100 метров защитной зоной, частично засаженной растениями.